# Burletta
Burletta (« petite plaisanterie » en italien, parfois aussi burla ou burlettina), est un terme musical pour qualifier un bref opéra comique italien (ou, plus tard anglais). Le terme est utilisé au XVIIIe siècle pour désigner les intermezzos comiques entre les actes d'un opéra seria mais est parfois donné à des œuvres de plus grande envergure. La serva  padrona de Pergolese est appelée burletta lors de sa création à Londres en 1750. 
En Angleterre, le terme commence à être utilisé, par opposition au burlesque, pour des œuvres qui se moquent de l'opéra mais sans utiliser la parodie musicale. Les burlettas en anglais commencent à apparaître dans les années 1760, le premier identifié comme tel étant Midas de Kane O'Hara, créé en privé en 1760 près de Belfast et produit au Royal Opera House de Covent Garden en 1764. La forme se dégrade lorsque le terme «burletta» commence à être utilisé pour les opéra ballades comiques anglais, comme un moyen de se soustraire au monopole sur le « drame légitime » à Londres associé à Covent Garden et au théâtre de Drury Lane. Après l'abrogation de la loi de censure de 1737 en 1843, l'usage du terme tombe en désuétude.
Le mot « burletta » a également été utilisé pour de la musique instrumentale comparable à des scherzos de compositeurs dont Max Reger et Bartók. En Amérique, le mot a parfois été utilisé comme alternative pour burlesque.

## Liste de burlettas
- Midas de Kane O'Hara (en privé près de Belfast, 1760, Dublin, 1762)
- Orpheus by François-Hippolyte Barthélémon (Londres, 1767)
- The judgement of Paris de Barthélémon (Londres, 1768)
- The Recruiting Serjeant (en) de Charles Dibdin (Londres, 1770)
- The Portrait de Samuel Arnold (1770)
- The Portrait de Barthélémon (Dublin, c. 1771)
- L'infedeltà delusa de Joseph Haydn (1773)
- The Golden Pippin de John Abraham Fisher (1773)
- Poor Vulcan de Dibdin (1778)
- Troisième mouvement du sixième quatuor à cordes (1939) de Béla Bartók